# Phil Masinga
Phil Masinga   (Klerksdorp, 28 de juny de 1969 - Parktown, 13 de gener de 2019) va ser un futbolista i entrenador sud-africà. Va jugar a la Premier League anglesa i a la Serie A italiana. Va representar la Selecció de futbol de Sud-àfrica en 58 partits oficials, on va marcar 18 gols.